# Bon Scott
Ronald Belford Scott (Forfar, 9 de julho de 1946 — Londres, 19 de fevereiro de 1980) foi um cantor e compositor escocês radicado na Austrália. Ele ficou mundialmente conhecido por ser vocalista e compositor da banda de rock australiana AC/DC de 1974 até sua morte em 1980.
Em 2006, a revista Hit Parader colocou Scott como o quinto melhor vocalista de heavy metal de todos os tempos.
Iniciou sua carreira com a banda The Spektors e, logo depois, formou The Valentines, onde conheceu seu amigo, Vince Lovergrove, que trabalharia em seu próximo projeto o Fraternity. Logo após a separação do grupo, integrou o AC/DC onde lançou sete discos e morreu logo após o lançamento do último álbum com Bon nos vocais Highway to Hell, que os alçou à fama mundial. Após sua morte, Brian Johnson assumiu o vocal. Antes de substituir Dave Evans nos vocais do AC/DC, era motorista de vans.

## Biografia
Suas bandas anteriores incluíram The Spektors e Valentines, nas duas tinha um estilo diferente do que ficou conhecido no período do AC/DC. Outro grupo do qual participou foi o Mount Lofty Rangers.
Bon estava trabalhando como motorista da Banda AC/DC, quando foi chamado para executar o cargo de baterista. Mas logo Bon se tornou o vocalista da banda, pois dizia que o cantor era o que mais pegava garotas na época.
Sua influência musical inicial veio do pai, que era músico em sua cidade natal, na Escócia. Bon tocava bateria, gaita de fole e flauta doce. Scott toca gaita de fole em "It's a Long Way to the Top". Já na música "Seasons of Change" do Fraternity, ele foi responsável pela flauta doce.
Suas letras abordavam principalmente temas como mulheres, carros, bebida e curtição.

### Morte
Sua morte até hoje não foi bem explicada. Após a turnê de divulgação do álbum Highway to Hell pela Europa, Scott resolveu passar uns dias em Londres, para rever amigos. A tragédia teve início numa tradicional noite de bebedeira, coisa a que Scott estava realmente acostumado. Scott e um amigo seu, chamado Alistair Kinnear, foram tomar alguns drinks no Music Machine, um clube noturno localizado em Camden Town. Depois de muitas rodadas, a dupla foi para Ashby Court, onde Scott vivia naquela época. No caminho, Scott "apagou" no banco de trás do veículo. Já Kinnear não deu muita bola e seguiu em frente. Quando chegou na casa do vocalista do AC/DC, Kinnear tentou acordar Scott e levá-lo para a cama, porém não conseguiu acordar seu companheiro, que estava num avançado estado de embriaguez. Kinnear desistiu da ideia e seguiu dirigindo para seu próprio apartamento. Chegando lá, nova tentativa frustrada de tirar o amigo bêbado do veículo. O jeito foi deixa-lo ‘dormindo’ no banco de trás do automóvel, um Renault 5, em Overhill Road, uma estrada localizada em East Dulwich. Quando Kinnear voltou na manhã seguinte para ver seu amigo, já era tarde demais. Scott estava morto, praticamente congelado dentro do pequeno automóvel. O sujeito ainda levou o amigo às pressas para o Kings College Hospital, em Camberwell, que declarou que o músico já chegou sem vida nas dependências do pronto socorro. O atestado de óbito informou que Bon Scott havia falecido em decorrência de overdose e ‘death by misadventure’ (morte por desventura, ou por desgraça). Nos jornais da época foi também noticiado que o músico teria se sufocado com o próprio vômito e que a baixa temperatura da madrugada e suas constantes crises de asma colaboraram para a tragédia daquela fria manhã de 19 de fevereiro de 1980, um dos dias mais tristes do rock n’ roll. O seu corpo foi cremado e suas cinzas foram levadas por sua família para o Cemitério de Fremantle, em Fremantle na Austrália Ocidental.

#### Influências
Após a entrada de Brian Johnson o som do AC/DC mudou mas sem perder sua característica. Perdendo um pouco do balanço e da influência do blues que emanavam de Bon, mas ganhando outras que com Bon talvez nunca seriam exploradas. Bon também é considerado por várias pesquisas um dos melhores cantores do rock. Em uma lista divulgada pela revista Kerrang, Bon Scott está na posição 5 dos maiores ícones do rock.